# پل عبدون
پل عبدون (عربی: جسر عبدون) یا پل کمال الشعر پلی است که با کابلها تقویت شده است. این پل در امان پایتخت اردن بین میدان چهارم و میدان عبدون است. شهرداری بزرگ عمان نظارت بر پروژه‌ای که توسط دارالهندسه طراحی شده است را برعهده داشت، کار در ۱۴ دسامبر ۲۰۰۲ آغاز شد و در اواخر ۲۰۰۶ به پایان رسید.

## مشخصات
پل حدود ۴۵۰ متر طول دارد و دارای چهار خط است که از پایین‌ترین نقطه دره حدود ۴۵ متر ارتفاع دارد. این پروژه توسط شرکت لارسن اند توبرو و در ائتلاف با شرکت فنی ساختمان‌سازی به اجرا درآمد و قیمت آن بین ۱۰ میلیون و ۱۵ میلیون برآورد شده است.

## نگارخانه

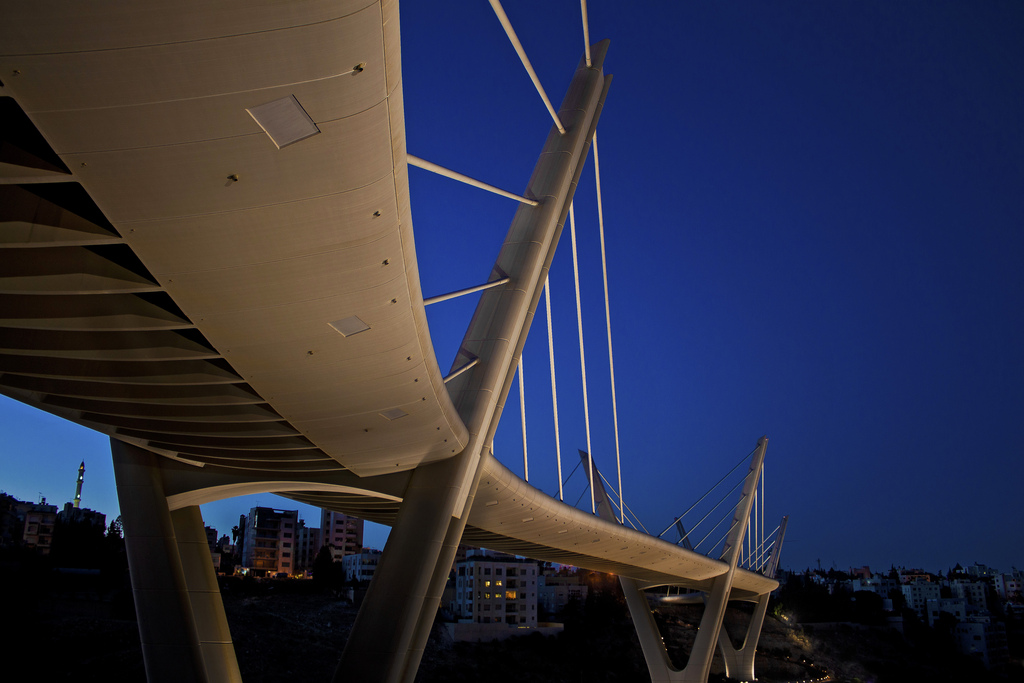
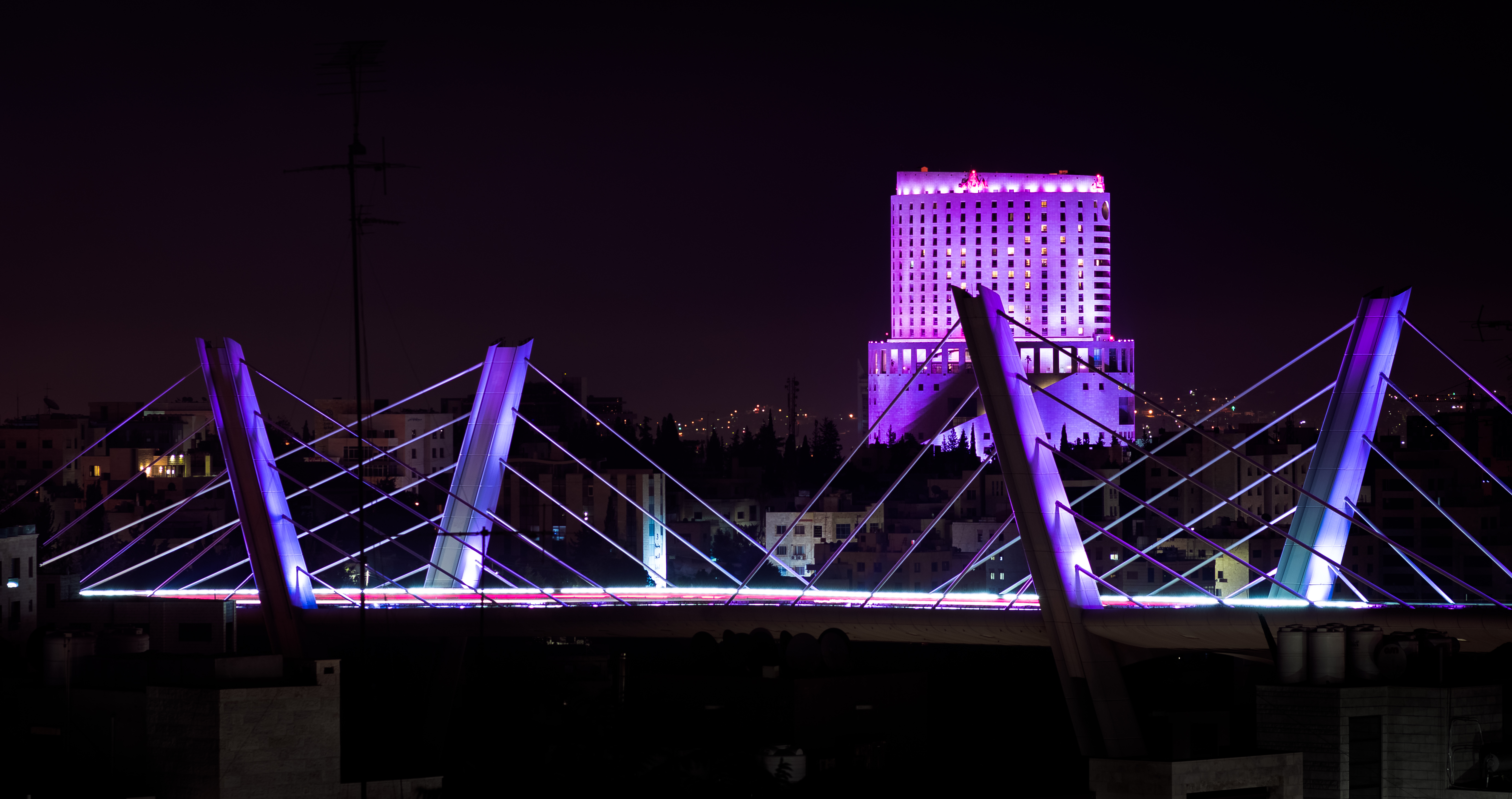
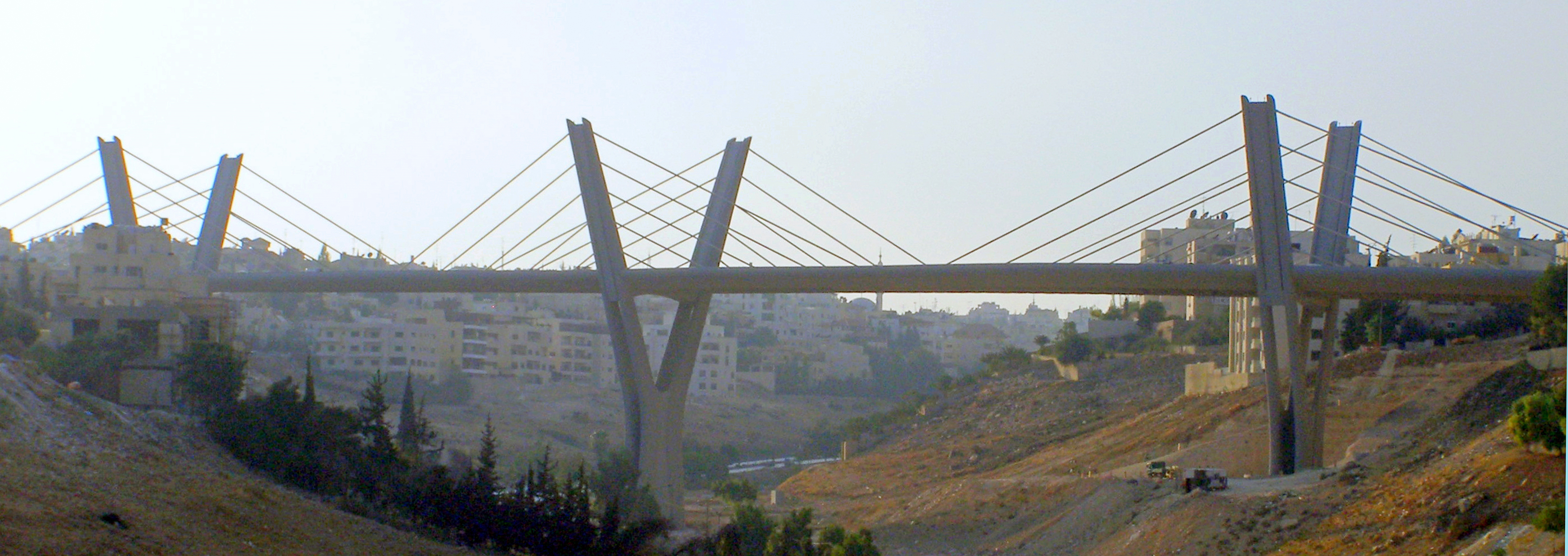